# Phyllobius brevis
Phyllobius brevis — вид долгоносиков-скосарей из подсемейства Entiminae.

## Описание
Жук длиной 4-5 мм. Верхняя часть тела в тонких волосковидных чешуйках и отдельных пятнах округлых беловатых чешуек, имеющих металлический блеск. Тело короткое и широкое. Голени с лезвиеобразным наружным кантом, у самок кант немного отступая от основания в виде тупого угла. Усики и ноги коричнево-жёлтые, бёдра темнее. 

## Экология
Жуки населяют степи, лесостепи и юг смешанных лесов. Жук полифаг.